# Contea di Victoria (Nuova Scozia)
La contea di Victoria è una contea della Nuova Scozia in Canada. Al 2006 contava una popolazione di 7.594 abitanti.